# المسجد العتيق (طرفاية)
المسجد العتيق، هو أوّل مسجد تم بناؤه في مدينة طرفاية بالمغرب، إذ يُعتبر ضمن المآثر الروحية والعلمية التي تميز المدينة، أمر بتشييده الشيخ امربيه ربه سنة 1937، الذي وضع له الحجر الأساس وحدد اتجاه القبلة وام بالناس بعد انتهاء تشييده وصلى بهم أول صلاة جمعة تقام به، عين محمد محمود (1876- 1972م) بن سيدي إبراهيم بن أحمد فال بن السالكي إماما للجامع ومدرسا للقرآن، ومُنذ ذلك الوقت أصبحت تقام الصلوات الخمس بالمسجد. 
صحن المسجد متوسط تعلوه صومعة متوسطة الارتفاع وبه دارين: الأولى للإمام والثانية للمأموم ومحل للوضوء وساحة خضراء صغيرة أمام المحراب، ولهُ باب واحد كَبِير يقع فِي الجهة الجنوبيَّة وَهُوَ مقوس الشكل وأمام الباب ساحة كَبِيرة تتسع للمئات مِن المصلين. وَهُوَ ثاني مسجد فِي الصحراء بعد مسجد الشيخ ماء العينين بالسمارة.

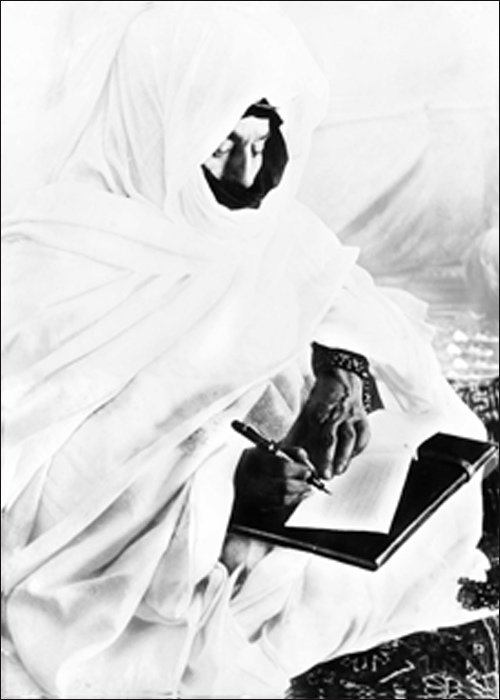
الشيخ امربيه ربه بن الشيخ ماء العينين طَرْفَايَة 1939م.